# Parco nazionale della Santacroce
Il parco nazionale della Santacroce (in polacco Świętokrzyski Park Narodowy) è un parco nazionale della Polonia, situato nella parte centrale del paese, nell'omonimo voivodato. Ha una superficie complessiva di 76,26 km² (di cui 17,31 km² di riserva integrale), coperta da boschi per 72.12 km². Il parco, che insiste in un'area montagnosa/collinare, ha la sua sede a Bodzentyn.

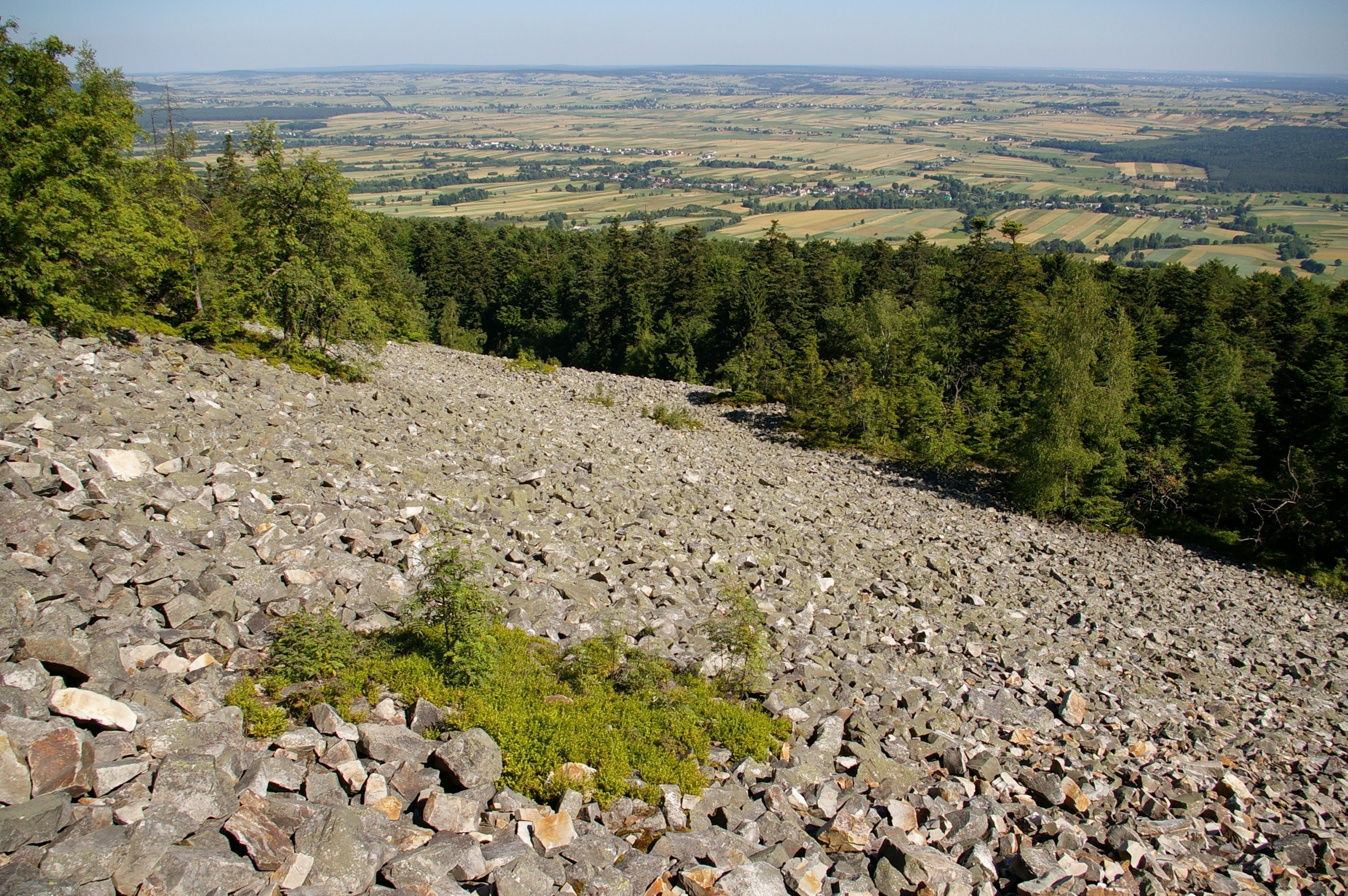
Frammenti rocciosi sul versante del monte Łysa Góra

## Storia
Le prime proposte di istituzione di un'area protetta risalgono al 1908, mentre una prima limitata zona di riserva fu istituita nel 1920 e successivamente incrementata nel 1924. Il parco nazionale attuale fu istituito nel 1950 e, da ultimo, ulteriormente ampliato nel 1996.

## Flora
La copertura forestale interessa il 97% del territorio, con significative porzioni di foresta vergine, costituita prevalentemente da faggi e formazioni di alto fusto di Pinus sylvestris e Picea abies. La vegetazione varia in funzione della quota, assumendo caratteri montani intorno alle due alture principali di Łysica (614 m s.l.m.) e Łysa Góra. Nelle vallate sono presenti zone umide con varie specie di felci..

## Fauna
Sono state rilevate 45 specie di mammiferi (fra cui caprioli, cinghiali, cervi e martore), 150 specie di uccelli (di cui 118 nidificanti), 14 di anfibi e 6 di rettili. Fra gli invertebrati si segnalano le farfalle Euphydryas aurinia e Lycaena dispar, oggetto di speciale protezione nell'ambito della rete Natura 2000.

## Geologia
La struttura geologica delle alture si presenta peculiare, con stratificazioni rocciose e ritrovamenti di fossili risalenti fino all'era del Devoniano superiore. Per le particolari caratteristiche d'interesse geologico al parco è stato riconosciuto il label Geopark UNESCO.